# Mochau
Mochau là một đô thị trong huyện Mittelsachsen, bang tự do Sachsen, nước Đức. Đô thị Mochau có diện tích 38,82 km², dân số thời điểm ngày 31 tháng 12 năm 2005 là 2685 người.